# Château de Marsannay
Le château de Marsannay est un château de 1990 associé à un domaine viticole de 34 hectares, sur la route des Grands Crus du vignoble de Bourgogne, à Marsannay-la-Côte en Côte-d'Or en Bourgogne-Franche-Comté.
Sur la route des Grands Crus de Bourgogne, Marsannay-la-Côte est le premier village au nord de la très réputée Côte de Nuits. 28 des 40 hectares du Château sont situés sur les meilleurs climats de Marsannay comme Le Clos du Roy, Les Longeroies, Les Favières, Les Champs Perdrix et Les Echezots. Le domaine du Château produit essentiellement des vins rouges dont trois superbes climats en premiers crus de Gevrey-Chambertin et Vosne-Romanée et quatre Grands Crus : Chambertin, Ruchottes-Chambertin, Echezeaux et Clos de Vougeot.
Le domaine exploite également les vignes des Hospices de Dijon en Côte de Nuits et en Côte de Beaune sur Marsannay, Gevrey-Chambertin, Aloxe-Corton, Beaune, Savigny-Lès-Beaune, Pommard et Puligny-Montrachet.

## Historique
En 1990 la famille Boisseaux (originaire de Beaune, propriétaire entre autres du groupe Patriarche Père & Fils / Kriter et du Château de Meursault...)...), qui avait acheté de nombreuses vignes à Marsannay et en Côte de Nuits, fait construire ce château de style traditionnel ancien dans le vignoble de Marsannay-la-Côte, sur la Côte d'Or, au sud de Dijon, pour vinifier et élever les vins de ces vignes. Avec boutique de vente, cuverie moderne, caves à vin voûtées d'une capacité de 500 pièces de vin et de 400 000 bouteilles, et salle de réception de 400 m2 pour 350 personnes.

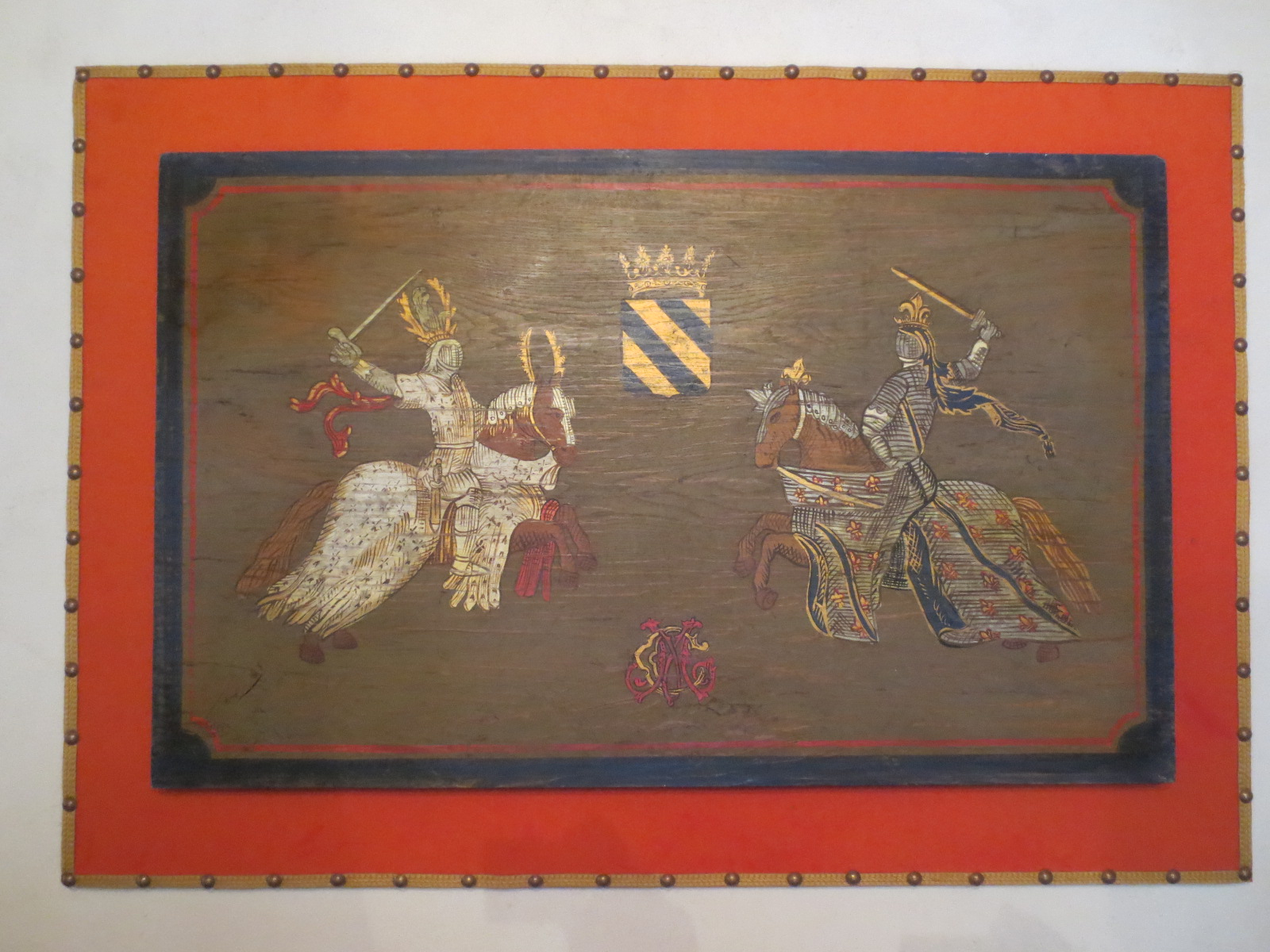
Armes de Marsannay-la-Côte
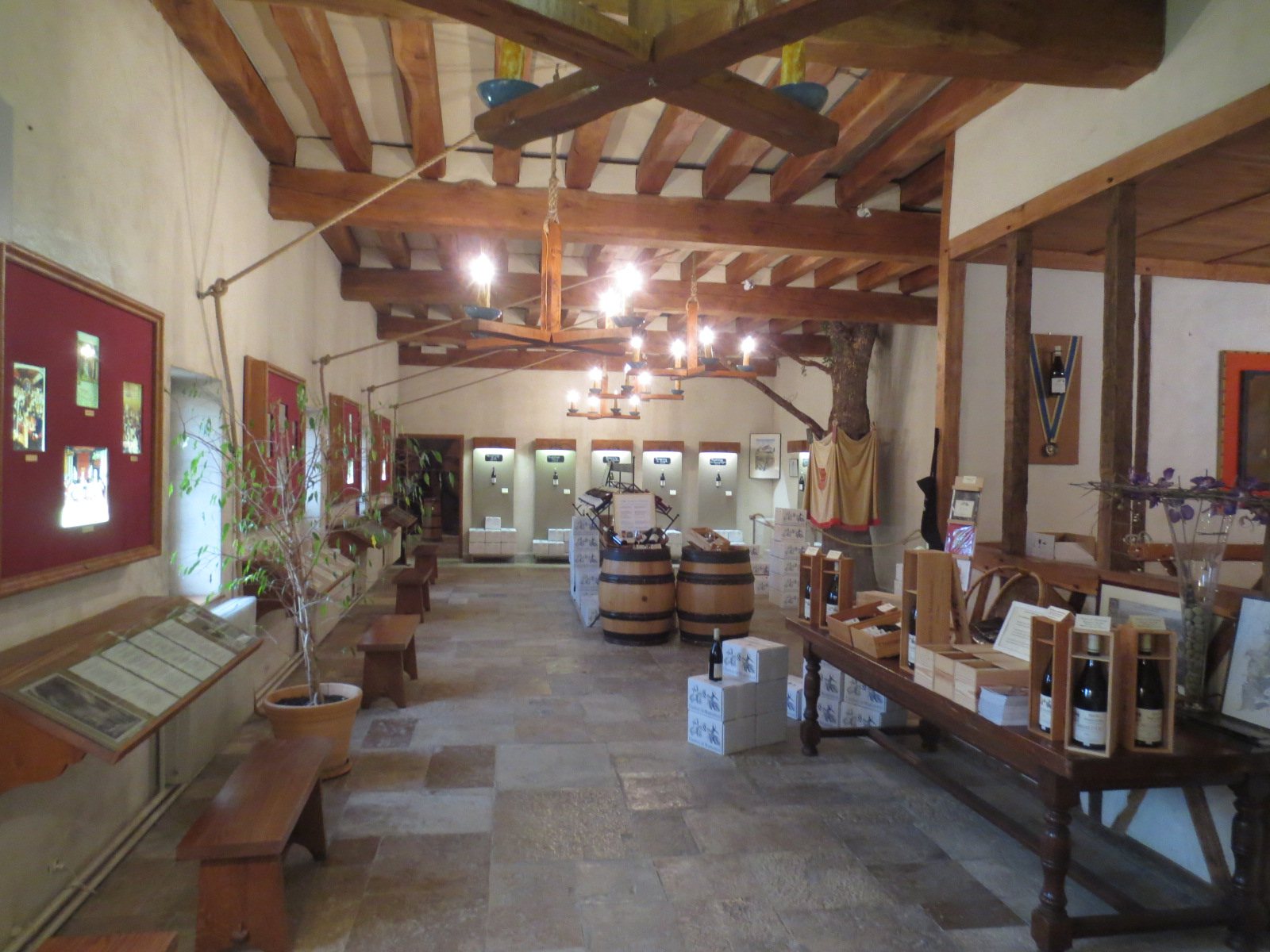
Boutique
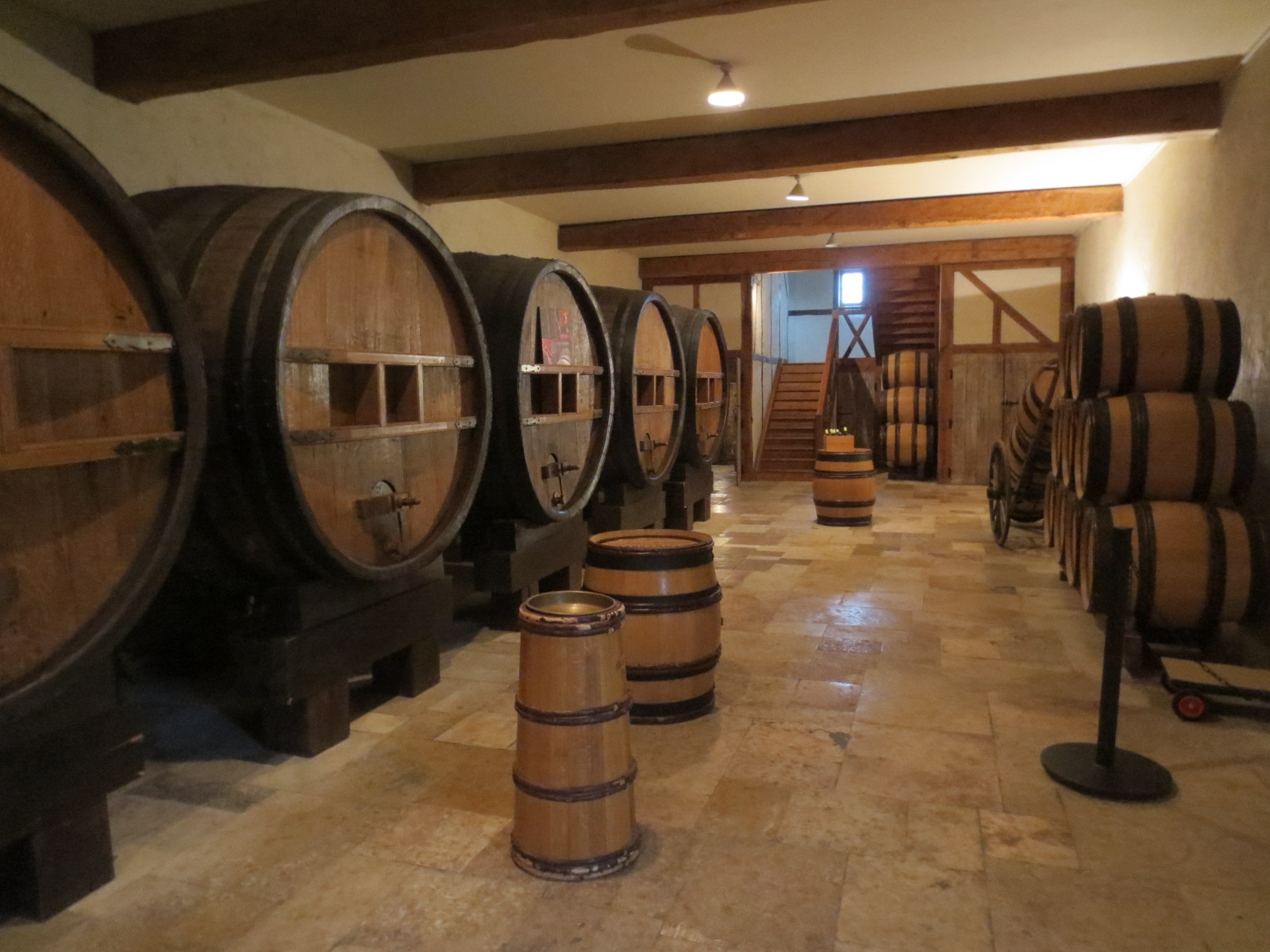
Cuverie
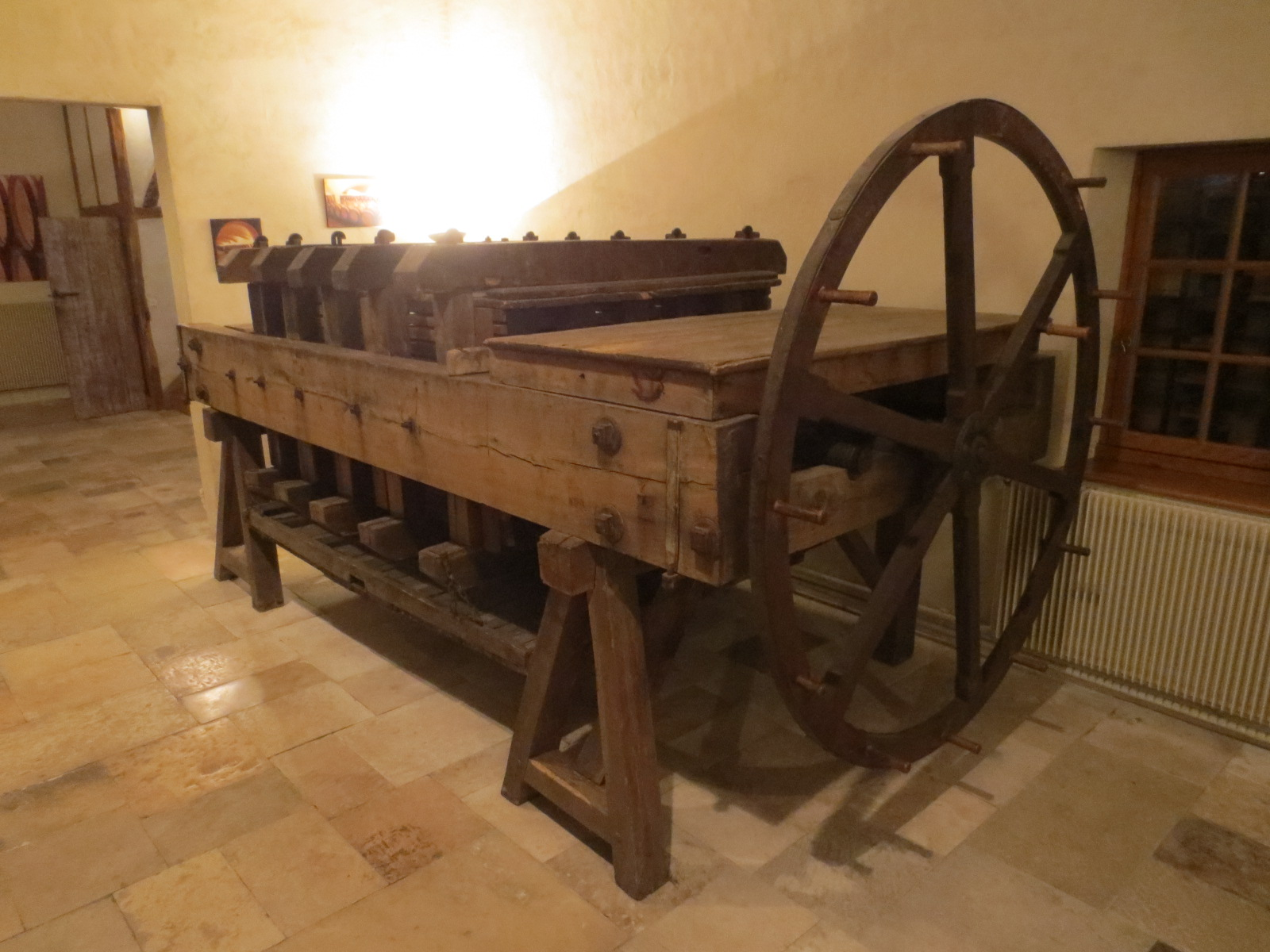
Ancien pressoir à vin

En 2011 le groupe bordelais Castel achète le groupe viticole Patriarche Père & Fils à l'exclusion des châteaux de Meursault et de Marsannay et d'actifs beaunois dont l’Athenaeum, la cave du Couvent des Cordeliers, le Marché aux Vins...

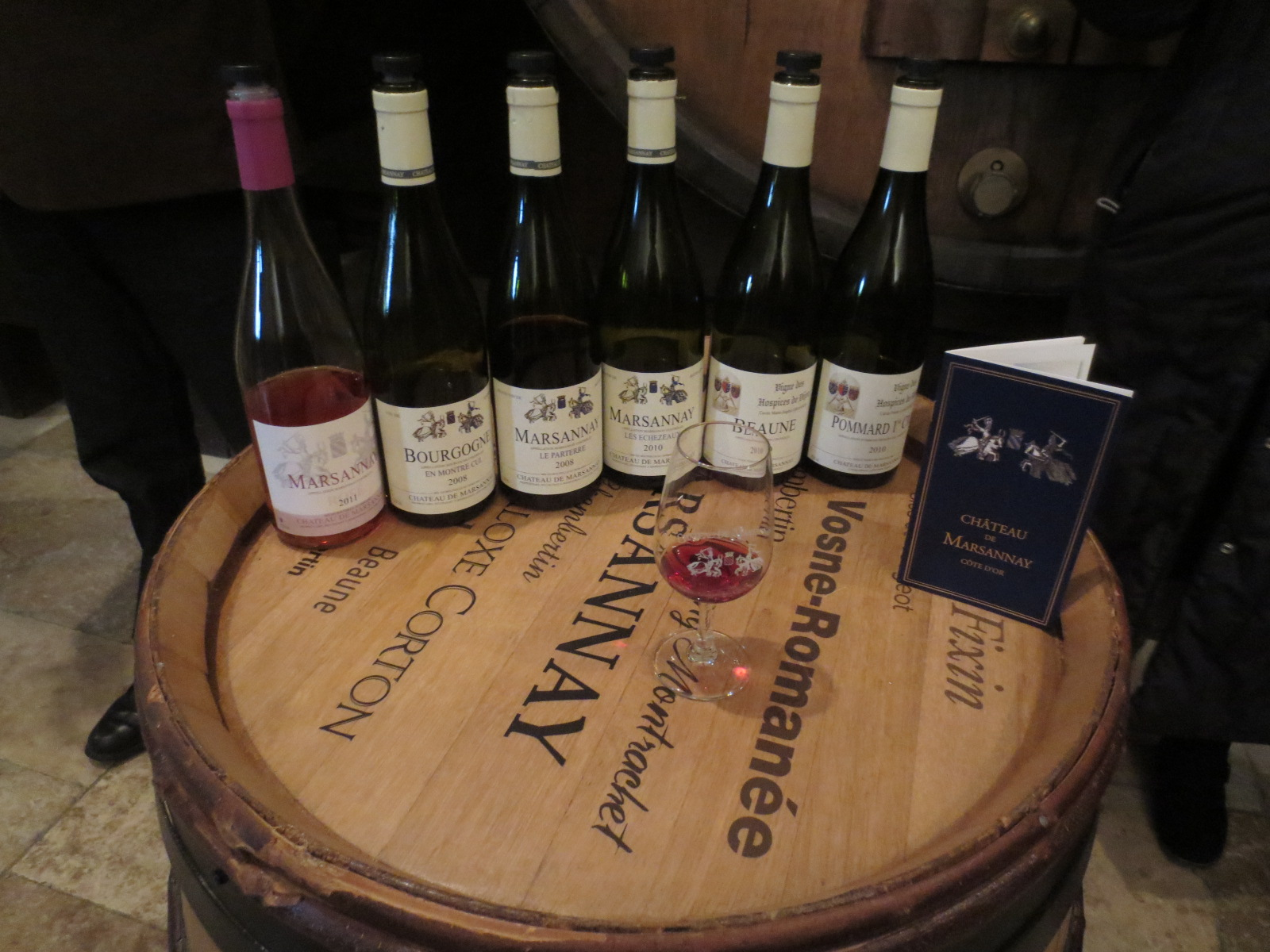
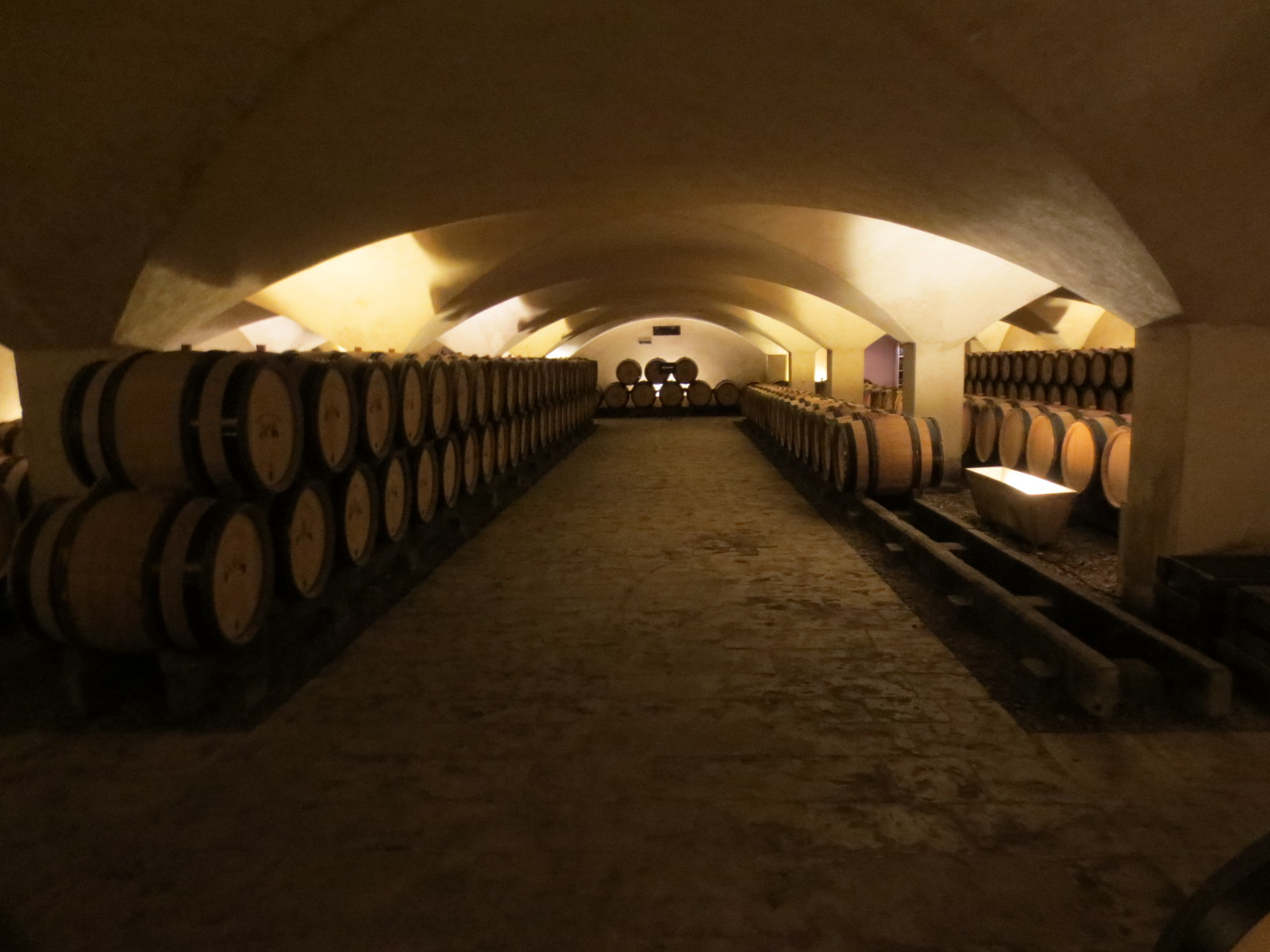
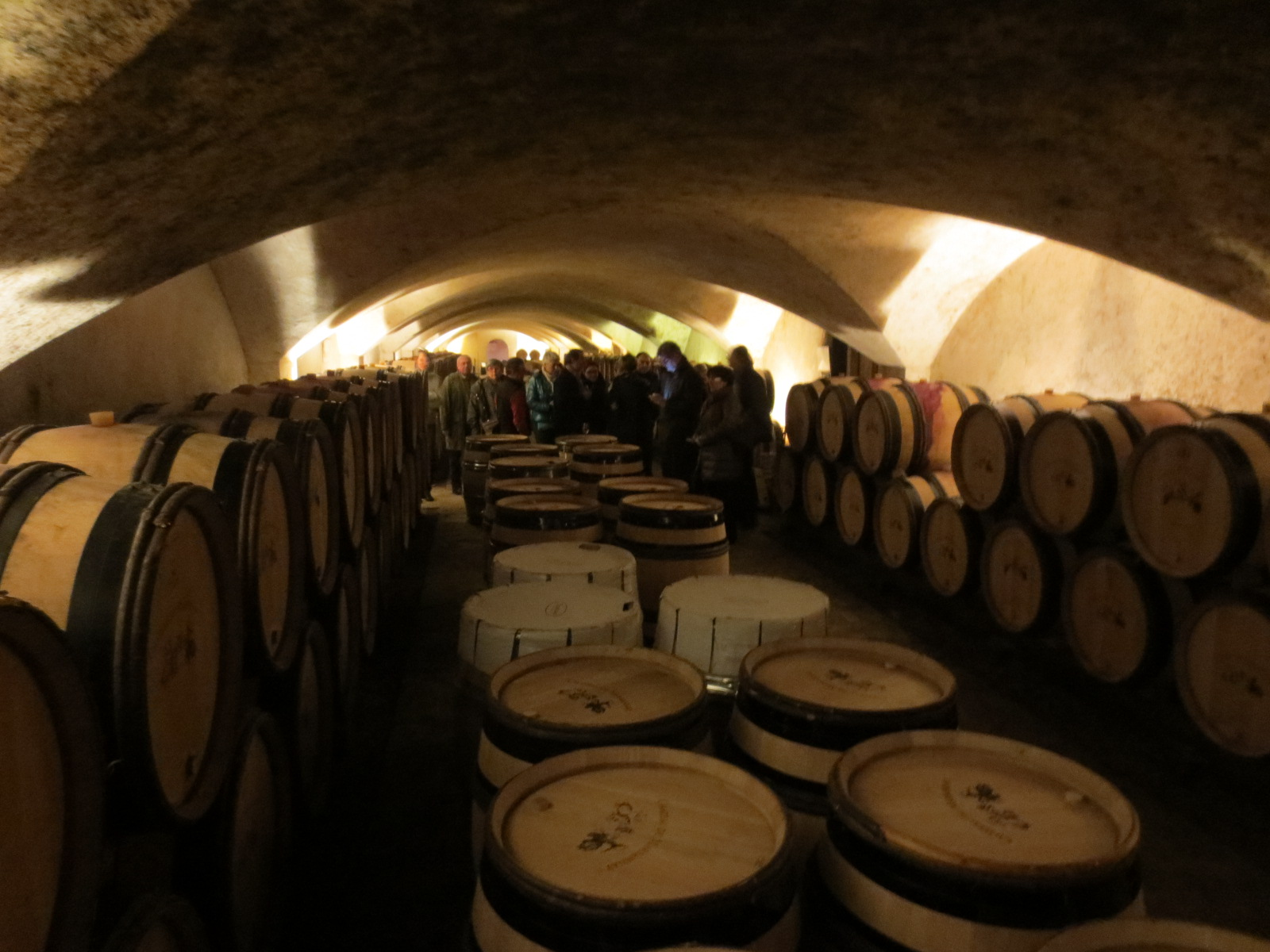
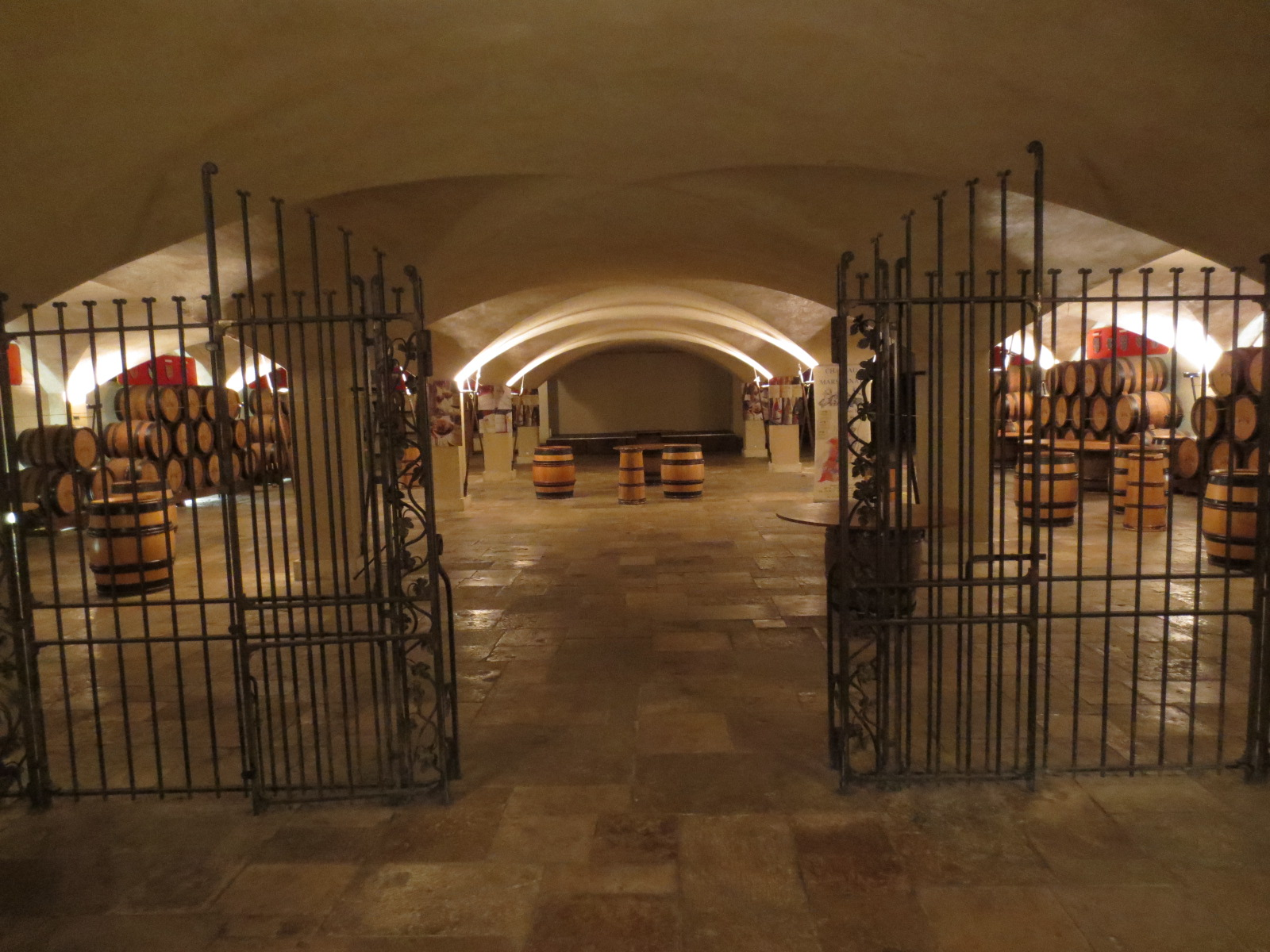

En 2012 la famille Boisseau cède le Château à Olivier Halley (famille Halley, petit-fils du fondateur de Promodès fusionné en 1999 avec le Groupe Carrefour...) qui exploite également le Château de Meursault, en Côte de Beaune. Afin de développer le potentiel du domaine, un vaste programme d’investissements à la vigne et au chai a été mise en place.

## Domaine viticole
Avec une production annuelle d'environ 600 fûts, soit environ 180 000 bouteilles, le domaine viticole du Château de Marsannay s’étend sur la Côte d'Or, avec près de 34 hectares sur le vignoble de la côte de Nuits, dont 26 hectares du domaine en appellation Marsannay (AOC), et 8 hectares sur les communes de Dijon, Fixin, Gevrey-Chambertin, Vosne-Romanée et Vougeot (Clos-vougeot).

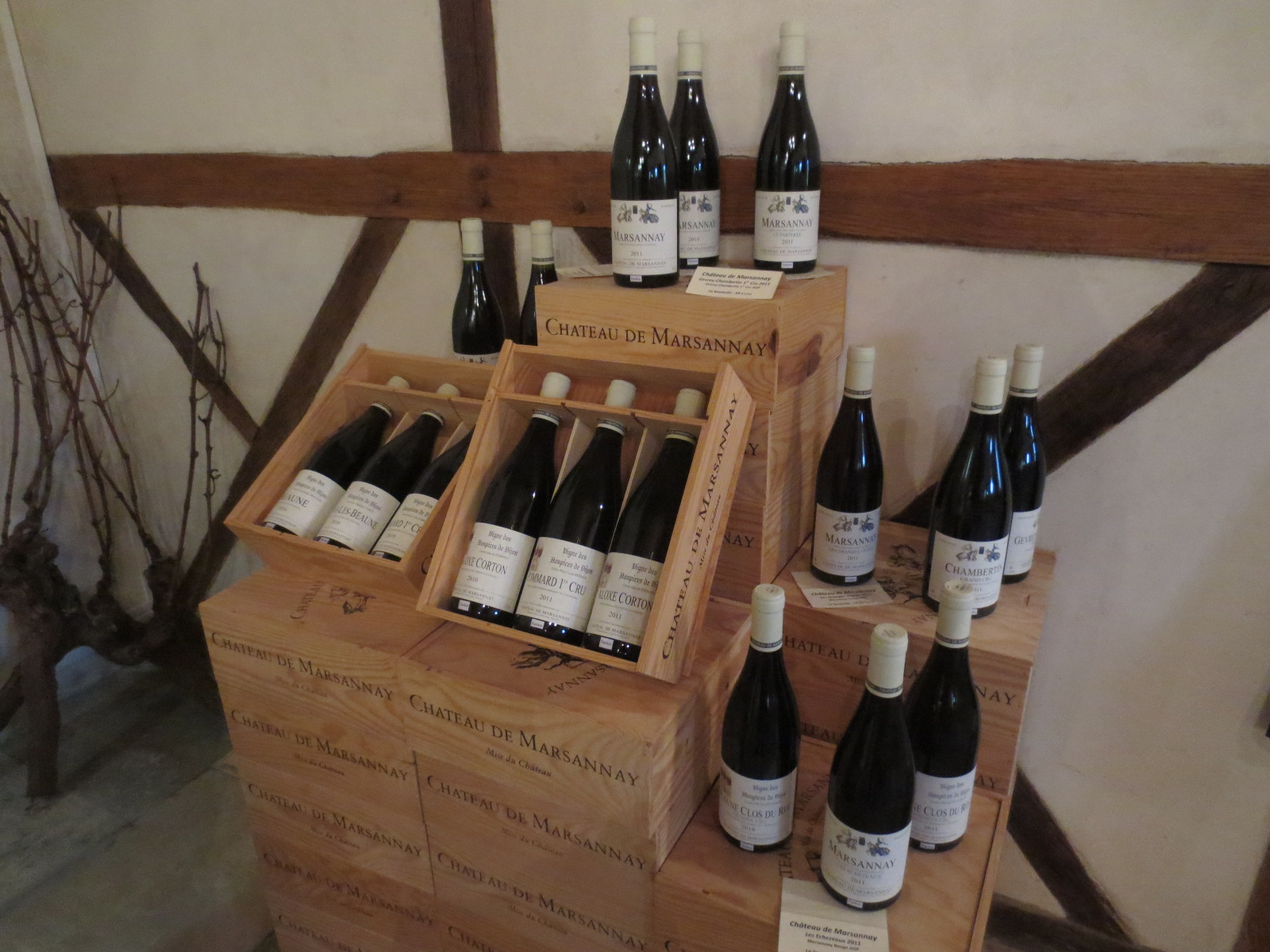
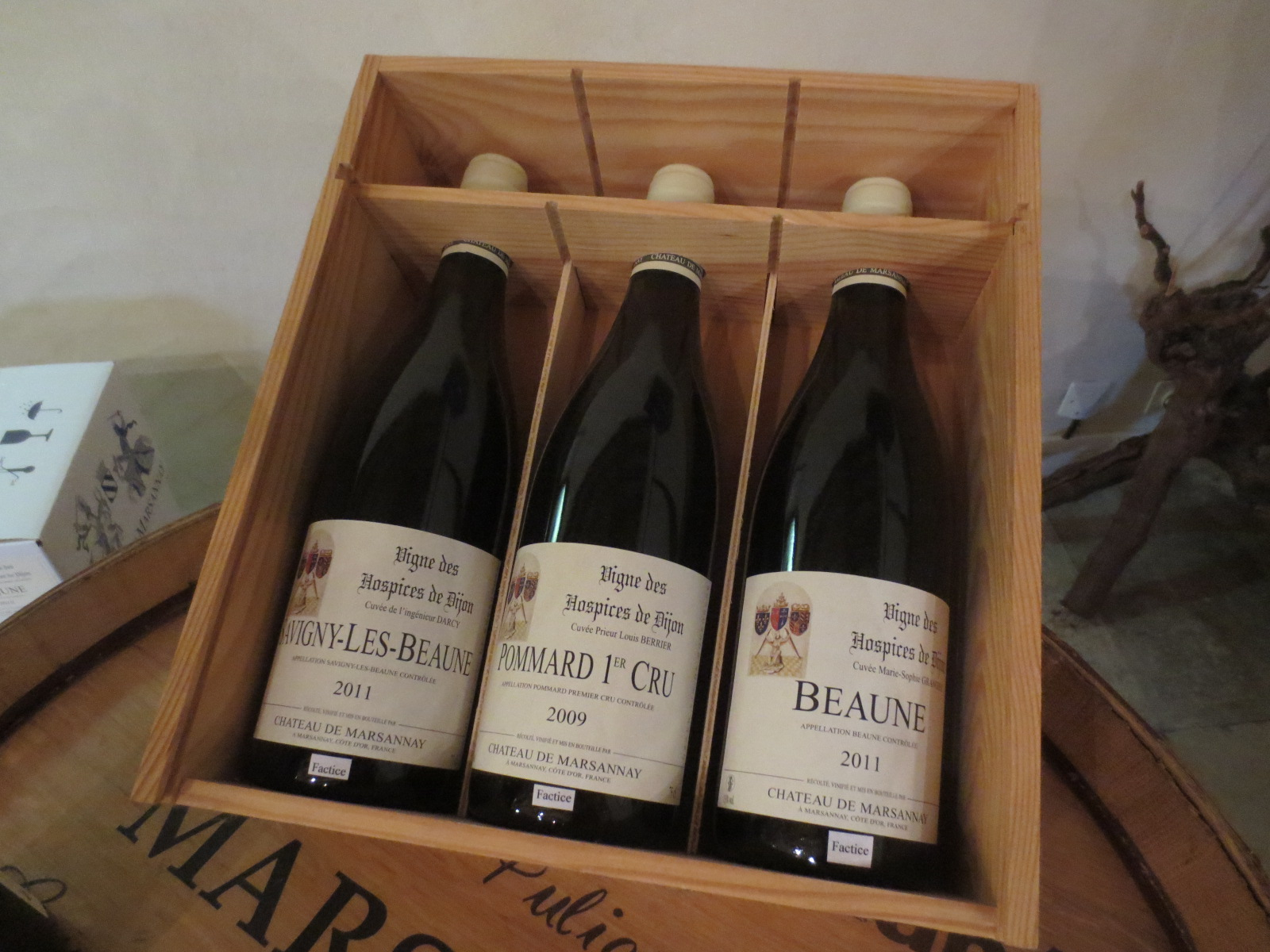
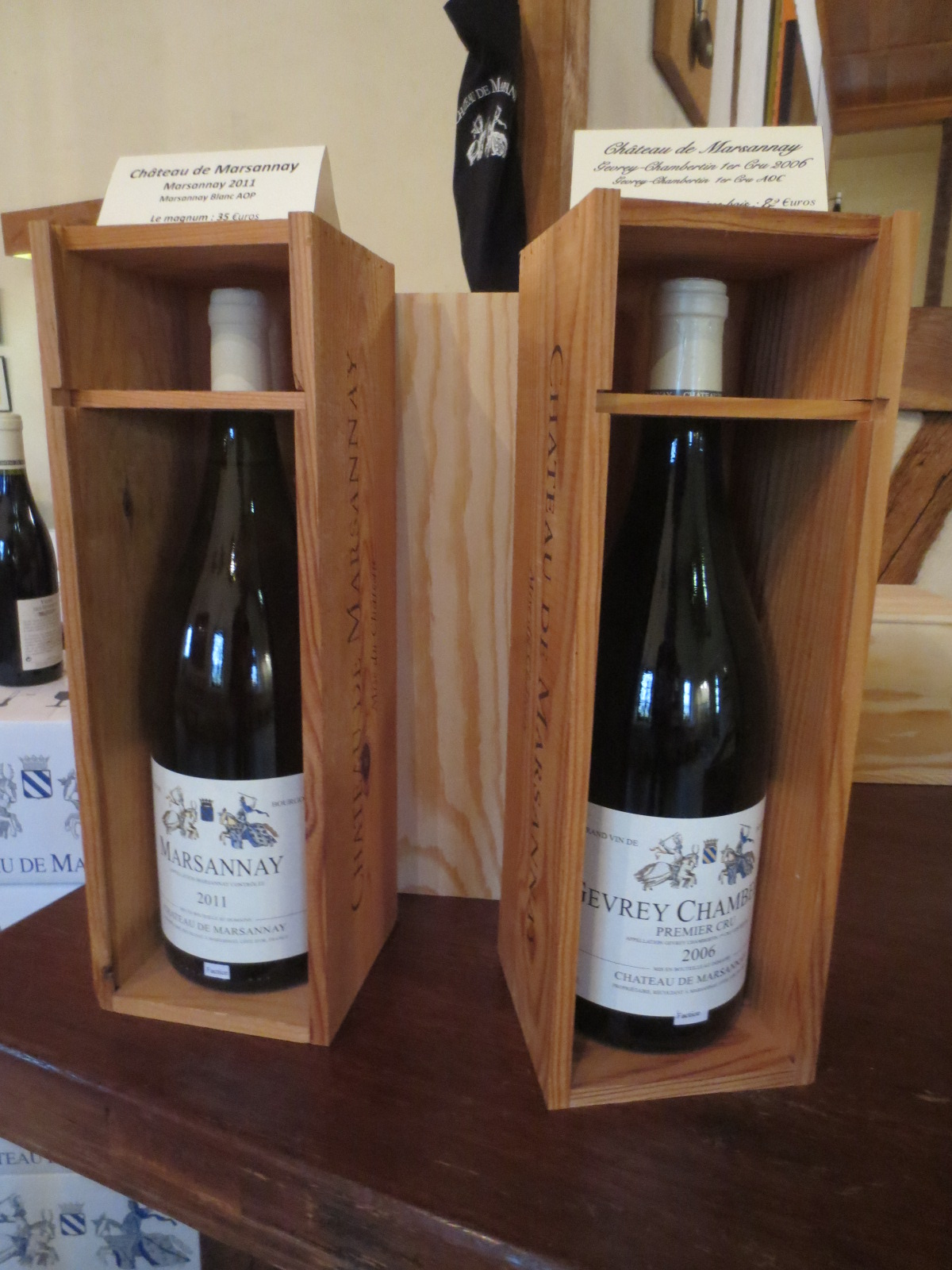
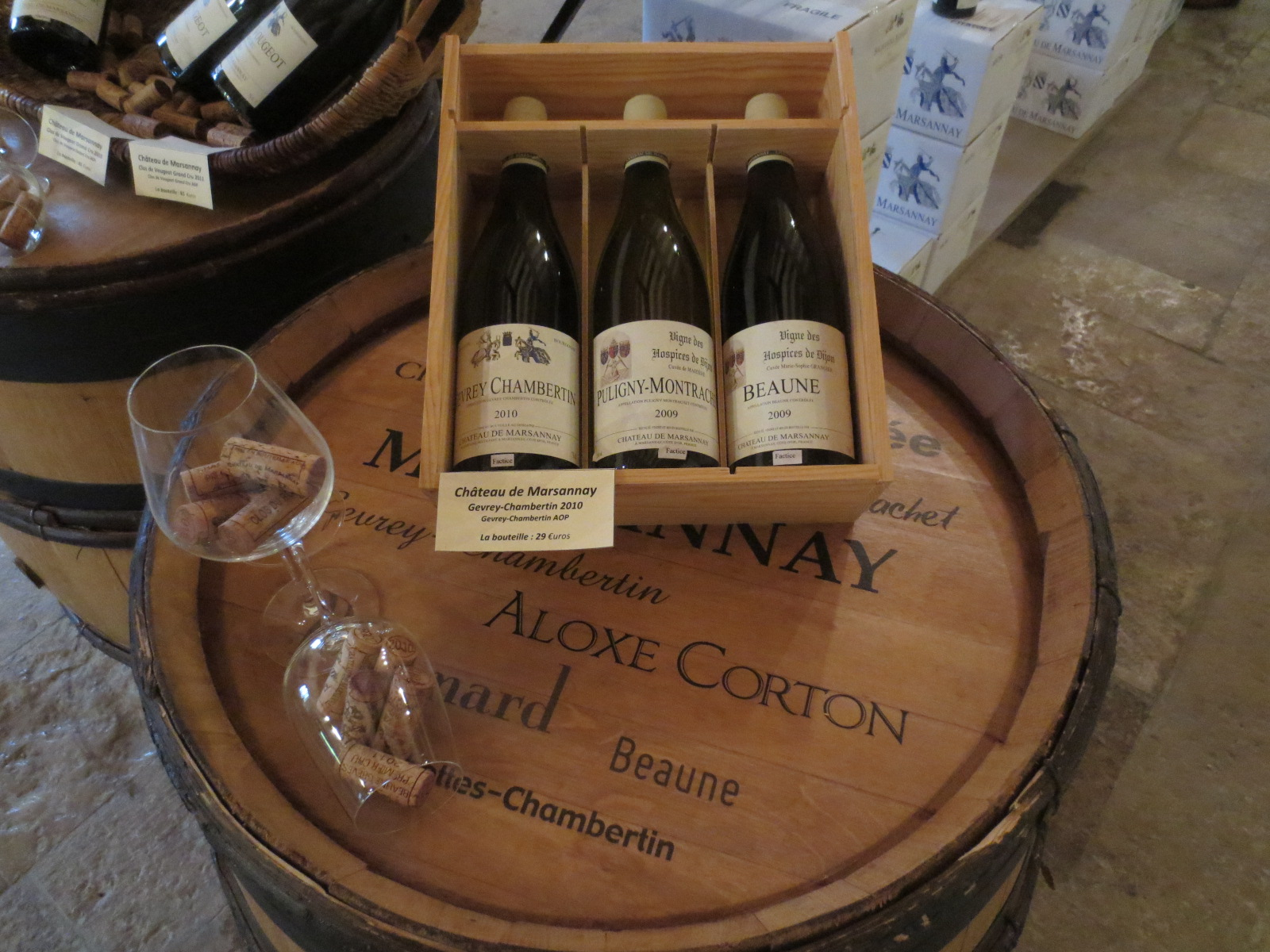

Le domaine exploite également en fermage les 4 hectares de vignes des Hospices de Dijon, dans le vignoble de la côte de Beaune, sur les communes d’Aloxe-Corton, Savigny-lès-Beaune, Beaune, Pommard et Puligny-Montrachet.